# Passarela Dukes Meadows
A Passarela Dukes Meadows é uma ponte pedonal às margens do Rio Tâmisa, em Chiswick, no oeste de Londres. Inaugurado em 2023, ela permite que o Caminho do Tâmisa, na margem norte de Dukes Meadows, siga o rio sem desvio.
A ponte foi projetada pela Moxon Architects como uma estrutura de treliça "meia-atravessa". A calçada é de aço inoxidável e alumínio. A permissão de planejamento para o projeto foi concedida no início de 2019. A CampbellReith foi a engenheira consultora responsável pela engenharia estrutural, geotécnica, ambiental e civil da ponte, com engenharia marítima da Marmus, engenharia elétrica da Slender Winter Partnership e consultoria ambiental da Thomson. A construção foi feita pela Knights Brown.
A ponte faz parte do plano Liveable Neighborhoods de 53 milhões de libras do prefeito de Londres, no bairro londrino de Hounslow, para melhorar a infraestrutura, a segurança e as oportunidades de lazer na área de Dukes Meadows.

## Exigência
Antes de a ponte ser construída, as pessoas que utilizavam o Caminho de Tâmisa, na margem norte do rio Tâmisa, em Dukes Meadows, Chiswick, não conseguiam atravessar a linha férrea próxima ao rio. Em vez disso, eram desviadas cerca de 300 metros para noroeste até o túnel mais próximo sob o aterro ferroviário. O caminho se afastava do rio para seguir paralelo à ferrovia ao longo de The Promenade, no lado leste da ferrovia, e retornava paralelo à ferrovia em Dan Mason Drive, no lado oeste da ferrovia. A passarela conecta o Caminho do Tâmisa em ambos os lados da ferrovia, permitindo que o caminho siga o rio sem desvios e, nas palavras do relatório Duke's Meadows Regeneration do bairro de Hounslow, "removendo um frustrante desvio ao longo da rota cênica para caminhadas e ciclismo". Como a Ponte Ferroviária Barnes é uma estrutura histórica listada como Grau II, ela não poderia ser usada como suporte, então a passarela deveria ter suas próprias estruturas de suporte independentes, com a passarela passando abaixo do vão norte da ponte ferroviária. A ponte deveria ser aberta a peões e a utilizadores de cadeiras de rodas, scooters de mobilidade e carrinhos de bebê.

## Projeto

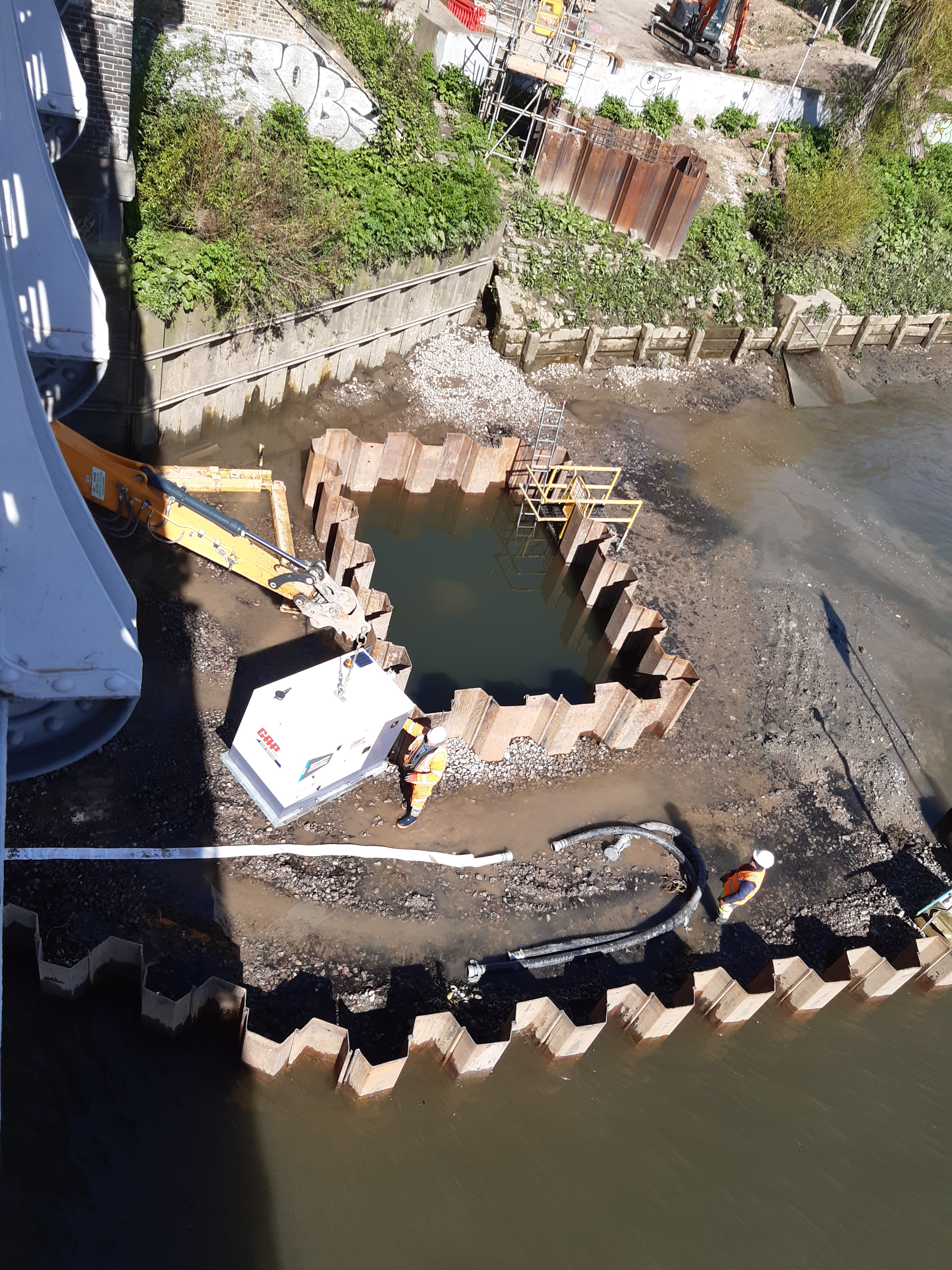
Bomba e estacas para píer a jusante, abril de 2022
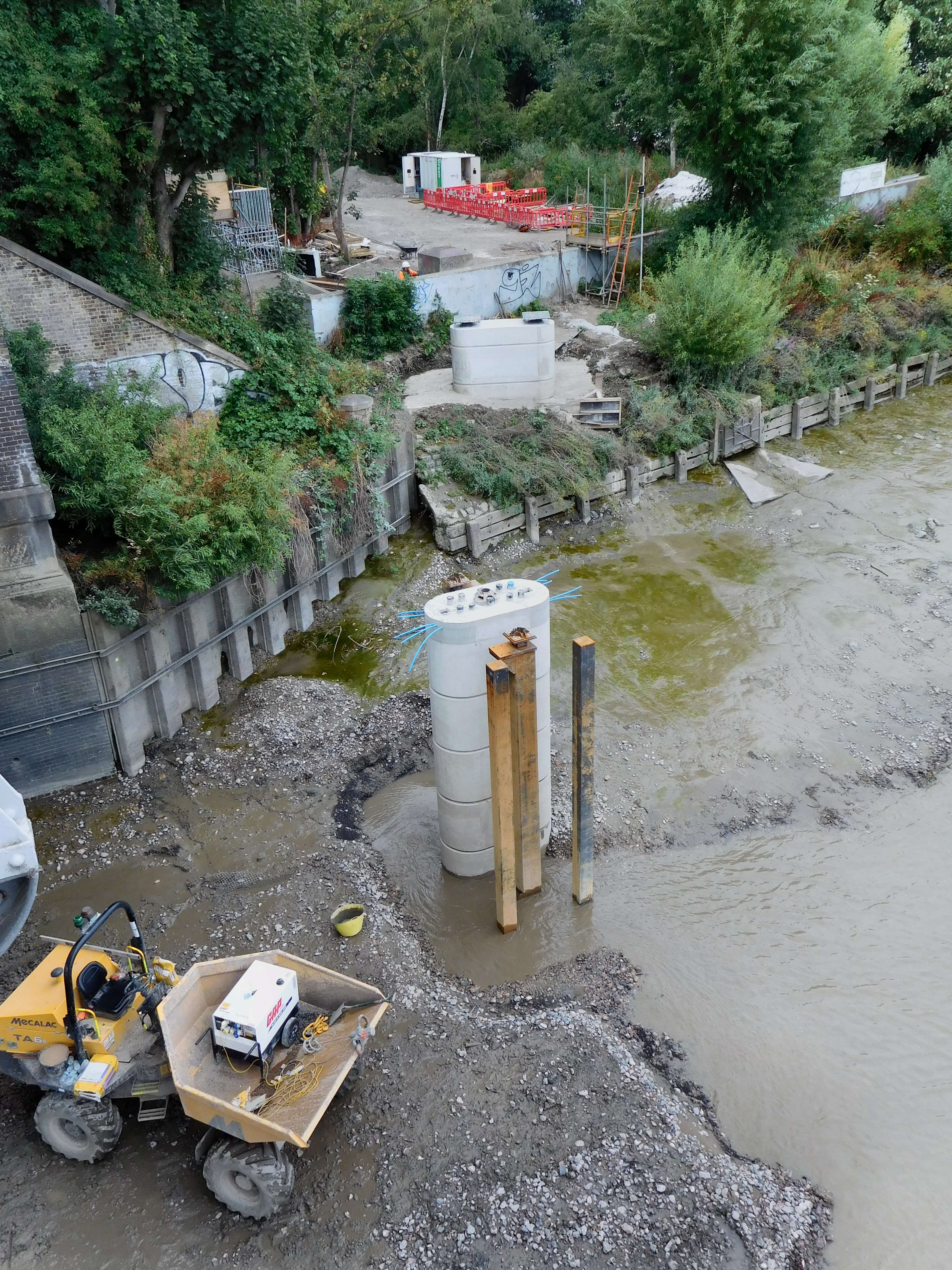
Fundações de concreto recém-moldadas para o píer a jusante

A ponte foi projetada pela Moxon Architects como uma estrutura de treliça "meia-atravessa". Os suportes diagonais são angulados para permitir que as pessoas na ponte vejam o rio o máximo possível durante a travessia. A parte da passarela alinhada ao rio é sustentada por dois pilares cilíndricos no leito do rio, um a montante e outro a jusante da ponte ferroviária existente. As abordagens oeste e leste são apoiadas entre esses pilares e dois pilares finais na margem do rio. Os pilares são cilindros de concreto reforçado com aço. A estrutura da passarela é de aço inoxidável e alumínio. A autorização de planeamento para o projeto foi concedida no início de 2019, com forte apoio local.
CampbellReith atuou como engenheiros consultores para engenharia estrutural, geotécnica, ambiental e civil da ponte. A engenharia marítima foi fornecida pela Marmus e a engenharia elétrica pela Slender Winter Partnership. A consultoria ambiental foi realizada pela Thomson.

## Construção

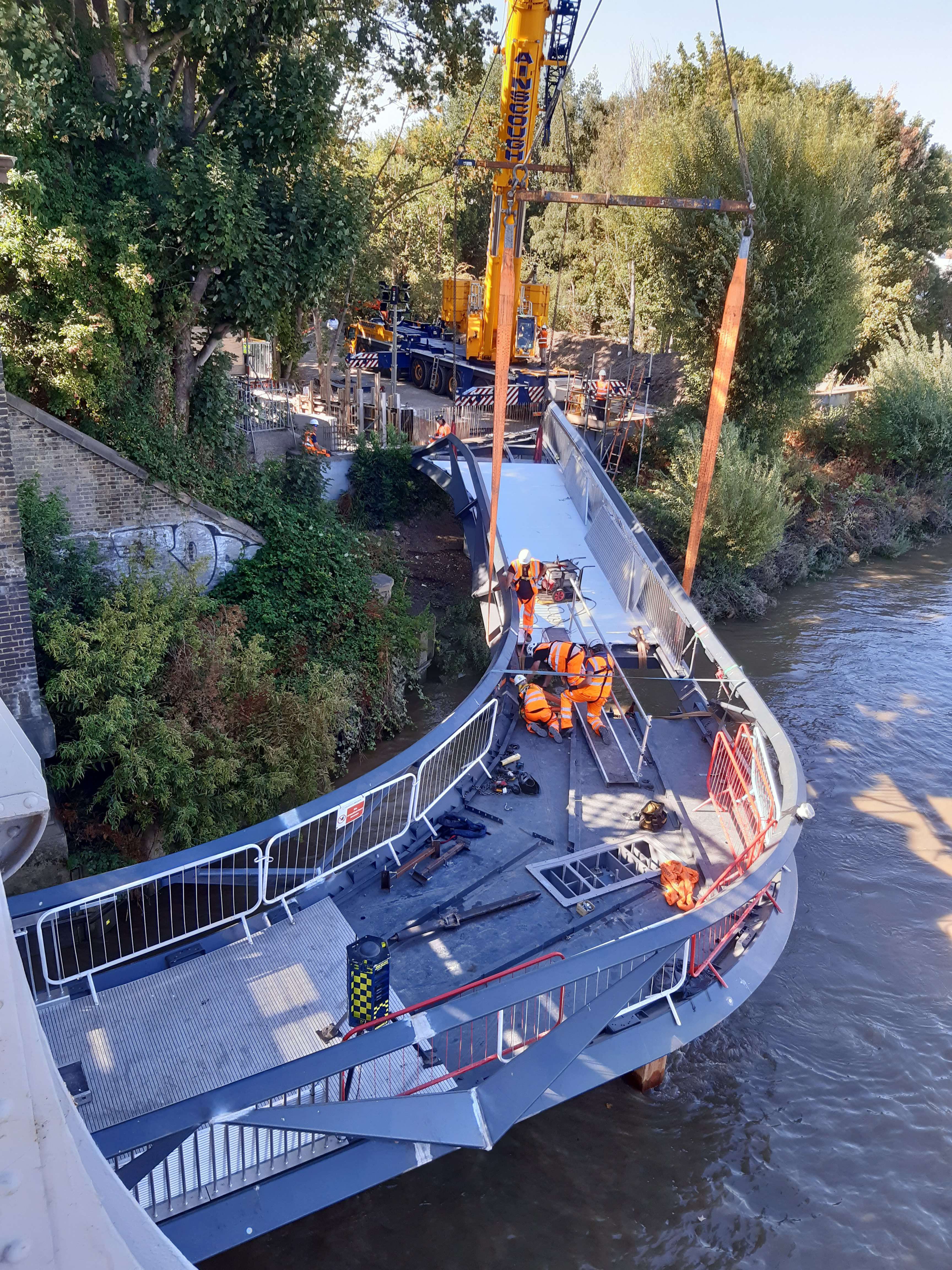
Rampa instalada, agosto de 2022
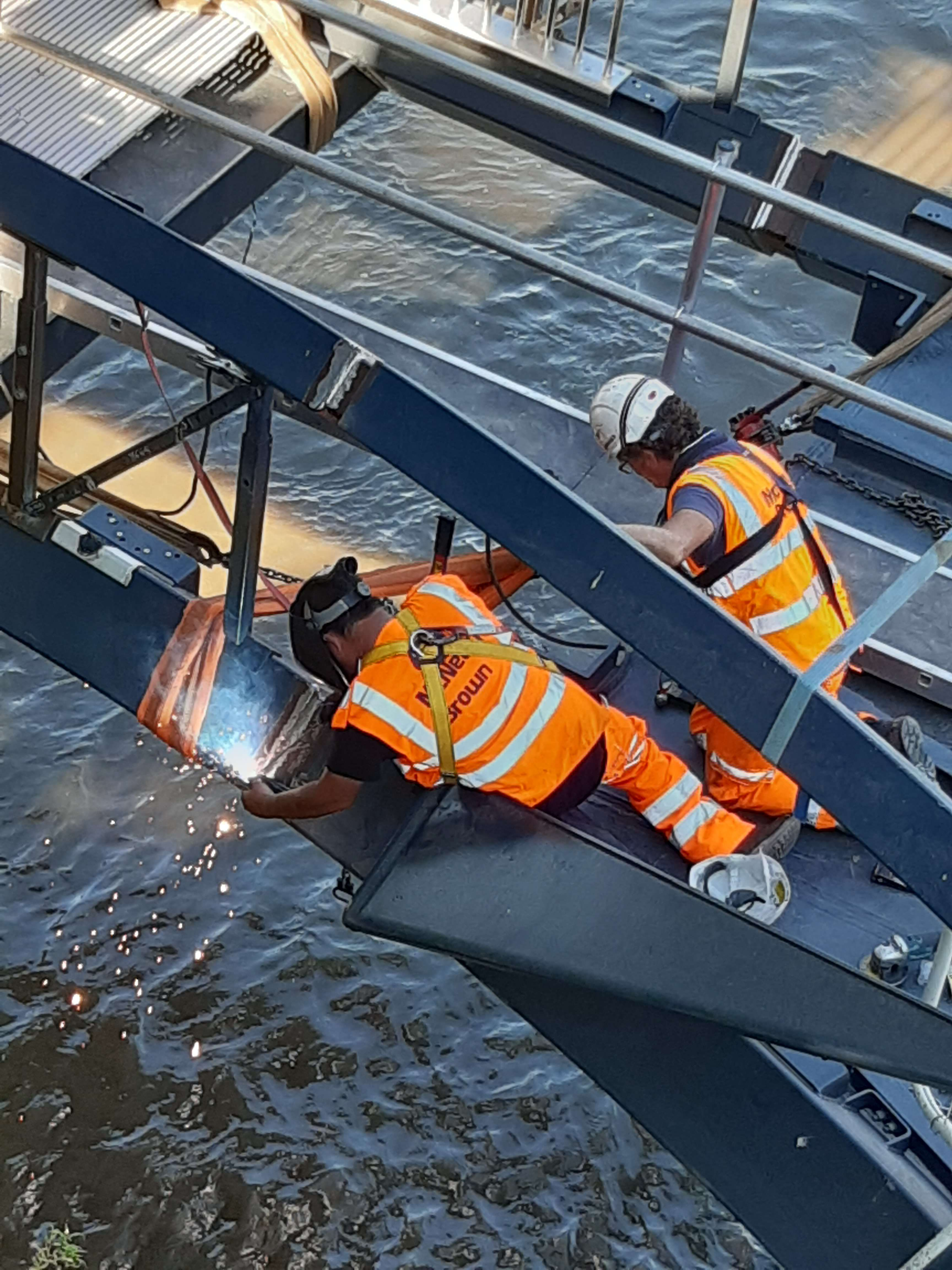
Soldagem do vão da rampa ao vão principal
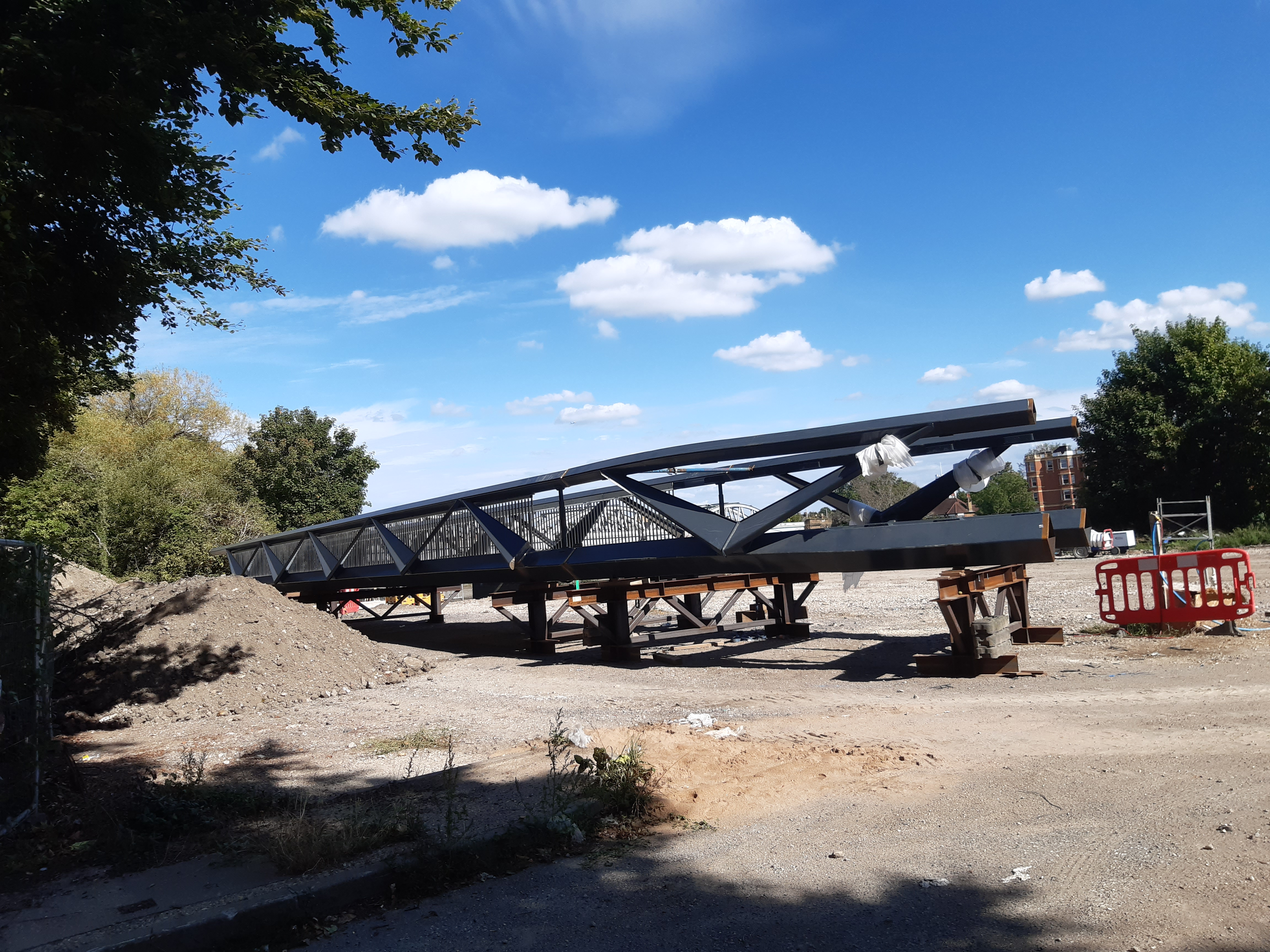
Vão oeste pronto para instalação

A construção foi feita pela Knights Brown. A gestão do projeto e o levantamento quantitativo foram realizados pela Currie & Brown. As diagonais do vão principal, originalmente projetadas como escoras sólidas, são ocas, reduzindo o uso de material e tornando a estrutura mais leve. O vão principal da ponte foi flutuado em pontões durante a maré alta em julho de 2022; foi projetado para se acomodar em suas fundações quando a maré baixasse. A ponte foi concluída em 2022, e inaugurada em 13 de janeiro de 2023 com um cumprimento de 115 metros.